# 연변거리
연변거리(延边거리)는 대한민국 서울특별시 구로구 가리봉동에 위치한 문화거리이다.
옌볜 조선족 자치주에서 이름을 딴 조선족 거주지로 옌벤 조선족마을이라고도 불린다.